# سي. جيه. فان ريسبيرغن
سي. جيه. فان ريسبيرغن (بالهولندية: Keith van Rijsbergen)‏ (و. 1943  م) هو عالم حاسوب، ومهندس هولندي، ولد في روتردام، هو عضوٌ في رابطة مكائن الحوسبة.

## التعليم
تعلم في جامعة أستراليا الغربية
.

## جوائز
حصل على جوائز منها:
- Gerard Salton Award [الإنجليزية]‏ (2006)
- Tony Kent Strix award [الإنجليزية]‏ (2004)
- زمالة رابطة مكائن الحوسبة  [لغات أخرى]‏ (2003)
- زمالة جمعية للآلات البرمجية